# Castán de Biel
Castán, luego Castán de Biel, (? - 1137) a veces mal transcrito como Gastón de Biel fue un noble aragonés del siglo XI que ocupó un papel relevante durante el reinado de Alfonso I el Batallador y dio inicio al linaje Cornel.

## Biografía
De familia infanzona con probable origen hispanorromano, o franco sus orígenes no están claros. El uso de cornejas en el escudo de armas fue la base para el apodo que luego tomaría la familia a partir su hijo aunque no consta en vida de Castán. Era hermano de Pere Petit o Pere Castán, tenente de los importantes castillos de Loarre y Bolea a principios del siglo XII. Federico Balaguer propone que la familia tenía una base de poder significativa en la actual frontera entre Aragón y Navarra. Otros autores hacen a los hermanos Castán y Per Petit primos de un Fortún Garcés de Biel, mayordomo real y por tanto parte del círculo de confianza real.
Castán fue miembro de la corte de Sancho Ramírez y Pedro I de Aragón y se distinguió en la batalla de Alcoraz. En dicha batalla Castán luchó junto al infante Alfonso Sánchez, que ascendería al trono en 1104. La relación entre ambos parece haber sido cercana, dado las tenencias eran del infante y de la familia de Castán eran vecinas frente a los musulmanes, ambos constan combatiendo personalmente en el mismo sector de la batalla y el ahora Alfonso I cedería a Castán su antigua posesión personal de Biel en tenencia feudal. Castán consta igualmente como "consejero del rey" a comienzos del reinado de Alfonso y, significativamente, como su representante en las negociaciones de los esponsales de este con Urraca I de León.
Así Castán consta desde 1110, tras la boda del rey, como tenente de Biel y Chalamera. En diversos documentos aparece como tenente de Biel y ocasionalmente de localidades de su entorno como Agüero, Aniés, Murillo de Gállego, Anzánigo y Riglos en lo que parece haber sido el alcance de su honor. De acuerdo a la teoría de Balaguer, la tenencia de las vecinas Loarre y Bolea serían de su hermano Pere Petit o de su sobrino Pedro. Con ello, la totalidad las sierras de Santo Domingo, Loarre y Caballera quedaría en manos de una misma familia. Su presencia como tenente de Chalamera, en la frontera oriental del reino, solo está documentada hasta 1113. Al ser zona de frontera podría haber tenido un dominio esporádico, especialmente dado los contraataques almorávides y barceloneses que constan entre 1114 y 1127. Pese a ello en 1192 constaba en los documentos de la encomienda templaria de Monzón una Torre Cornelios cerca de Alcolea de Cinca que podría deber su nombre a haber sido mandada construir por Castán durante su breve tenencia.
Aparece citado como tenente de Biel en los documentos de Alfonso I hasta su muerte en 1134. Seguía vivo durante el reinado de Ramiro II de Aragón, y desde 1135 amplió su tenencia al sur con Ejea de los Caballeros. Los últimos documentos de Castán datan de enero de 1137. En junio de ese año, su mujer firmaba documentos sin él, por lo que debió morir en la primera mitad del año.

## Descendencia
No conocemos el nombre de su mujer, quien aparece mencionada en dos documentos en el 1137 debido a que estos afectaban a la población de Biel, que había recibido tras la muerte de Castán, ya que Ramiro II había donado la Iglesia de San Martín al monasterio de San Juan de la Peña.
Fue padre de al menos un hijo, que tomó el nombre de «Cornel» dando lugar al linaje Cornel. Su identificación es compleja, pues aunque la Crónica de San Juan de la Peña lo denomina Fortún Garcés de Biel el patronímico es inconsistente. Balaguer lo considera consobrino de Castán y Pere Petit. En las fuentes primarias el hijo de Castán aparece meramente por el epíteto Cornel.